# 苏纳 (那拉氏)
苏纳（？—1648年），纳喇氏，清朝满洲正白旗人。
苏纳世居叶赫地方（今吉林省梨树县境内），本为女真叶赫部，与金台石同族。后金未灭叶赫之前，弃叶赫金台石归附努尔哈赤。天命四年（1619年）后金灭叶赫，命收其戚属隶所领牛录。努尔哈赤把皇六女嫁给他为妻，苏纳为额驸，编所属人户任佐领。领牛录额真，隶属于满洲正白旗。天命年间屡从征战，有战功，天命十年（1625年），授参领（甲喇额真）、升副都统，赐敕免死四次。又擢梅勒额真。天聪元年（1627年），统骁壮八旗蒙古兵，从皇太极征明朝锦州，截击明援军两千余人于塔山西路，获塔山大捷。天聪三年（1629年），与武纳格征察哈尔部，收降民两千户。听说降兵将要叛变，尽歼其男子，皇太极责其妄杀。天聪五年（1631年）授护军统领，擢兵部承政，从征明大凌河城（今辽宁省凌海市）四败敌兵有功，授骑都尉世职。天聪八年（1634年），考满，授轻车都尉世职。晋三等甲喇章京、镶白旗蒙古固山额真。清世祖顺治五年（1648年）卒。其子苏克萨哈。